# ویکتورینوکس
ویکتورینوکس (انگلیسی: Victorinox) سازنده چاقو و ساعت‌ساز لوکس مستقر در شهر ایباخ، در کانتون شویز سوئیس است. با چاقوهای ارتش سوئیس مشهور است. چاقوهای ارتش سوئیس ساخت ویکتورینوکس از یک فولاد مخلوط اختصاصی از آلمان و فرانسه ساخته شده‌اند.
این شرکت در سال ۲۰۰۵ تولید کننده دیگر چاقو های سوئیسی یعنی شرکت ونگر خریداری کرد و این شرکت هم اکنون تنها تولید کننده چاقوی سوئیسی است.